# Cirrisalarias bunares
Cirrisalarias bunares es una especie de pez de la familia Blenniidae en el orden de los Perciformes.

## Reproducción
Es ovíparo.

## Hábitat
Es un pez de mar y de clima tropical.

## Distribución geográfica
Se encuentra en las Comoras, Mauricio, la Isla de Navidad, el Mar de la China Meridional y Tonga.